# Hendrey József
Hendrey József, Hrobáts (Ófutak, Bács-Bodrog vármegye, 1891. február 23. – Budapest, 1959. december 25.) erdőmérnök, országgyűlési képviselő.

## Élete
Római katolikus vallásban született; szülei Hrobáts Móric és Mahotka Mária voltak. Felmenői több generáción át részben gazdatisztként, részben erdőtisztként dolgoztak a futaki uradalomban. Ő maga is követte a családi hagyományt, így középiskolái után a selmecbányai Bányászati és Erdészeti Főiskola Erdőmérnöki Karát végezte el, és ott szerzett oklevelet.
Az első világháború kitörésekor bevonult és egészen a háború végéig harctéri szolgálatot teljesített. Több tüzérezredben szolgált, 1916-ban egy ízben súlyosan meg is sebesült Asiagónál, de felgyógyulása után visszatért a frontra. Katonai érdemeiért elnyerte a bronz és az ezüst katonai érdemérmet, a bronz és a kisezüst vitézségi érmet, a sebesülési érmet és a Károly-csapatkeresztet.
A háború végét követően az aradi erdőhivatalnál kezdte meg állami erdészeti szolgálatát, majd megbízták a pécskai kincstári erdőgondnokság vezetésével. A térség román megszállása után azonban el kellett hagynia munkahelyét, ekkor egy ideig a földművelésügyi minisztériumban teljesített szolgálatot. 1922-ben, a déli végek felszabadulása után Pécsre helyezték, ott dolgozott erdőfelügyelői minőségben a következő 17 esztendőben.
Hivatalos működése alatt sokat érintkezett a falvak lakosaival, és – elsősorban szakmai, gazdasági kérdésekben – tanácsokkal, útmutatásokkal látta el őket. A gondjaira bízott erdőbirtokokat a modern erdőgazdászat irányelvei szerint rendezte be, így a kezelése alatt lévő erdőterületeken a telepítési és erdősítési eredmények rövidesen általános feltűnést keltettek. Sok cikket írt erdészeti szaklapokban, több vadászati tárgyú füzetet is megjelentetett. Az első bécsi döntést követően hosszabb tanulmányutat tett a visszafoglalt kárpátaljai területeken, ahol bejárta és tanulmányozta az ottani összes állami, valamint a nagyobb közbirtokossági és magántulajdonú erdőket.
1939-ben bekapcsolódott az országos politikába is: az az évi általános választásokon őt jelölte országgyűlési képviselőnek a siklósi választókerületben a Magyar Élet Pártja. A kerületben három jelölt indult a képviselőségért, ennek ellenére jelentős szavazattöbbséggel nyerte el a mandátumot.
Felesége Bolyos Mária Gabriella volt, akivel 1923-ban kötött házasságot Magyarpécskán.